# Firangiz Sharifova
Firangiz Abbasmirza gizi Sharifova, en azerí: Firəngiz Abbasmirzə qızı Şərifova, más conocida como Firangiz Sharifova (Bakú, 6 de febrero de 1924–Bakú, 20 de febrero de 2014) fue una actriz de teatro y de cine de Azerbaiyán, que obtuvo la distinción de Artista del Pueblo de la República Socialista Soviética de Azerbaiyán en 1969.

## Biografía
Firangiz Sharifova nació el 6 de febrero de 1924 en Bakú en la familia de Abbas Mirza Sharifzade y Marziyya Davudova. Su padre fue arrestado injustamente en 1937 y fue disparado como enemigo del pueblo. Fue absuelto póstumamente en 1956.
Sharifova estudió en la escuela coreográfica de Bakú. En 1941, por consejo de Uzeyir  Hajibeyov, un amigo de su familia, ingresó en la facultad de canto del Conservatorio Estatal de Azerbaiyán (actualmente Academia de Música de Bakú). Estudió en el conservatorio durante cinco años y logró desarrollar la voz de soprano de manera profesional.
A principios de 1947, Sharifova comenzó a trabajar en el Teatro de Música Estatal Academico de Azerbaiyán, pero dos años después el teatro cerró temporalmente. En 1949 fue admitida al Teatro Estatal de Espectadores Jóvenes de Azerbaiyán y se convirtió en una de las principales actrices del teatro, donde trabajó hasta 1961. Entre 1960 y 1965 trabajó en el Teatro Académico Estatal de Drama de Azerbaiyán. En 1965 regresó al Teatro Estatal de Espectadores Jóvenes de Azerbaiyán y se mantuvo en el reparto hasta 2011.
Sharifova falleció el 20 de febrero de 2014 en Bakú y fue enterrada en el Segundo Callejón de Honor.
Su nieto, Eldar Gasimov, fue el ganador del Festival de la Canción de Eurovisión 2011.

## Premios y títulos
- 1960 - Artista de Honor de la RSS de Azerbaiyán
- 1969 - Artista del Pueblo de la RSS de Azerbaiyán
- 2011 – Orden Shohrat